# Batanovci
Batanovci (búlgaro: Батановци) é uma cidade da Bulgária, localizada no distrito de Pernik. A sua população era de 2.328 habitantes segundo o censo de 2010.

## População
| Batanovci | Batanovci | Batanovci | Batanovci | Batanovci | Batanovci | Batanovci | Batanovci | Batanovci | Batanovci | Batanovci | Batanovci | Batanovci | Batanovci | Batanovci | Batanovci | Batanovci | Batanovci | Batanovci | Batanovci |
| --- | --------- | --------- | --------- | --------- | --------- | --------- | --------- | --------- | --------- | --------- | --------- | --------- | --------- | --------- | --------- | --------- | --------- | --------- | --------- |
| Ano | 1887      | 1910      | 1934      | 1946      | 1956      | 1965      | 1975      | 1985      | 1992      | 2001      | 2002      | 2003      | 2004      | 2005      | 2006      | 2007      | 2008      | 2009      | 2010      |
| População |           |           |           | …         | …         | …         | 4,347     | 3,914     | 2,953     | 2,638     | 2,619     | 2,587     | 2,556     | 2,544     | 2,482     | 2,437     | 2,389     | 2,354     | 2,328     |
| Fontes: Instituto Nacional de Estatísticas, „citypopulation.de“, „pop-stat.mashke.org“, Bulgarian Academy of Sciences |           |           |           |           |           |           |           |           |           |           |           |           |           |           |           |           |           |           |           |